# Дайкири
Дайкѝри (на испански: Daiquirí) са група коктейли с кубински произход, чиито основни съставки са ром, цитрусов сок (най-често от лайм) и захар (или подсладител).
Дайкири е един от шестте основни коктейла, описани в книгата на Дейвид Ембъри от 1948 г. за изкуството за смесване на напитки.

## Произход
Дайкири е име на плаж и на мина за добив на желязо близо до Сантяго де Куба. Думата е с таино произход (исп. Taíno). Напитката най-вероятно е създадена от американския минен инженер Дженингс Кокс, който е бил в Куба по време на Испанско-американската война. Възможно е американският конгресмен Уилям Чанлър, който е купил железните рудници през 1902 г., да е занесъл дайкирито в Америка и да го е представил на клубовете в Ню Йорк.
Първоначално напитката се сервира във високи чаши, пълни с натрошен лед. Чаена лъжичка захар се изсипва върху леда, а върху тях се изцежда сокът на един или два лайма. Две или три унции от бял ром завършват коктейла. След това сместа се разбърква с дълга лъжица. По-късно дайкирито еволюира и започва да се прави в шейкър със същите съставки, но с по-ситно натрошен лед. След пълно разклащане се изсипва в изстудена чаша за коктейли.
Консумацията на напитката остава локализирана до 1909 г., когато контраадмирал Луциус У. Джонсън, медицински офицер от САЩ, опитал напитката на Кокс. Джонсън впоследствие я представя на клуба на армията и военноморските сили във Вашингтон и пиещите дайкири се увеличават в течение на няколко десетилетия. Това е една от любимите напитки на писателя Ърнест Хемингуей и президента Джон Ф. Кенеди.
Напитката става популярна през 40-те години на миналия век. Разпределянето на дажби през Втората световна война прави труден достъпа до уиски и водка, но поради политиката на добросъседство на президента Франклин Д. Рузвелт, ромът е лесно достъпен, защото търговските и пътните връзки с Латинска Америка, Куба и Карибите са отворени. Политиката на добросъседство, известна още като Панамериканската програма, помага да се направи една модерна Латинска Америка. Следователно, напитки на основата на ром (някога определяна като избор на моряци и бедни хора) също стават модерни и дайкирито придобива огромна популярност в САЩ.
Основната рецепта за дайкири е подобна на грога на британските моряци, които са го пиели на борда на корабите през 40-те години на 20 век. До 1795 г. дневната дажба грог на Кралския флот съдържа ром, вода, ¾ унция сок от лимон или лайм и 2 унции захар. Това е едно обичайно питие на Карибите и щом ледът става достъпен, той заменя водата в рецептата.

## Разновидности
- Хемингуей дайкири – 100 ml бял ром, два изцедени лайма, половин изцеден грейпфрут, шест капки ликьор Мараскино. В тази разновидност не се добавя захар.[1]
- Бананово дайкири – обикновено дайкири с половин банан.[2]
- Авокадово дайкири – обикновено дайкири с половин авокадо.

## Замразено дайкири
Различни видове алкохолни коктейли, направени с фино смлян лед, често се наричат „Frozen Daiquiri“. Тези напитки могат да бъдат приготвени и в пасатор, без необходимост от ръчно смилане на леда, като се получава подобна на смути текстура. В по-големи мащаби замразени дайкирита често се правят в големи миксери, и се предлагат в голямо разнообразие от вкусове, приготвени с различни видове алкохол. Друг начин за приготвяне на замразени дайкирита (предимно с плодови аромати) е чрез използване на замразена лиметова лимонада, осигуряваща необходимата текстура, сладост и киселост.
Варианти на замразено дайкири включват също:
- Old Rose (Стара роза) дайкири, което съдържа сироп от ягоди и ром, заедно с две супени лъжици захар и лимонов сок;
- Дайкири мулата с ром и ликьор с аромат и вкус на кафе.